# بی جی وارد (هنرپیشه زن)
بی جی وارد (انگلیسی: B. J. Ward؛ زادهٔ ۱۶ سپتامبر ۱۹۴۴) یک هنرپیشه اهل ایالات متحده آمریکا است.